# Lars Ove Grønborg
Lars Ove Grønborg (født 17. februar 1926 i Asminderup i Odsherred, død 1. marts 2004) var en dansk landsretssagfører og politiker. Han var medlem af Folketinget for Danmarks Retsforbund 1973-1975.
Grønborg var søn af Harald Grønborg som var forstander på Fyns Stifts Husmandsskole. Han blev student fra Århus Katedralskole i 1944 og cand.jur. fra Københavns Universitet i 1950. Grønborg var fra 1950 til 1953 lærer på Fyns Stifts Husmandsskole hvor han underviste i regning og tysk og holdt foredrag om landboret hver uge. Han var sagfører i Odense 1953-55 og landsretssagfører fra 1955. Grønborg var medlem af Byggesocietetets hovedbestyrelse.
Grønborg blev kandidat til Folketinget for Danmarks Retsforbund i Odense Vestkredsen i 1971. Han blev valgt i Odense Amtskreds ved det såkaldte jordskredsvalg i 1973 og sad i Folketinget fra 4. december 1973 til 9. januar 1975.